# Jalmenus evagoras
Jalmenus evagoras is een vlinder uit de familie van de Lycaenidae. De wetenschappelijke naam van de soort is voor het eerst geldig gepubliceerd in 1805 door Donovan.